# Virginia Tovar Díaz
Virginia Tovar Díaz (Guadalajara, 6 de mayo de 1968), también conocida como Vicky Tovar, es una ex-árbitra de fútbol mexicana activa de 1999 a 2008 y profesora de educación física. Fue la primera mujer en dirigir un partido de la Primera División de México en el 2004. 

## Trayectoria
Se interesó en el deporte a temprana edad y siendo niña se convirtió en atleta seleccionada de Jalisco, compitiendo a nivel nacional. Además estudió una licenciatura en deporte. 
En 1995 inició su carrera como árbitra siendo asistente en partidos en tercera división mexicana. Llegó a segunda división en 1998 y un año después, en 1999, obtuvo su gafete FIFA para pitar en partidos internacionales.

Su debut en la Primera División de México fue el 22 de febrero de 2004 en un partido entre Club América e Irapuato F C y declaró:
Me siento muy orgullosa de ser la primera. No me siento orgullosa de ser la última, yo quiero que otras mujeres vengan atrás de mí, que hubiese servido ese camino que abrí, pero no se abrió, lo volvieron a cerrar
A lo largo de sus 9 años de carrera, arbitró oficialmente en cuatro partidos de Primera División y 86 de suplente. Mientras que en segunda división fue árbitra oficial de 56 partidos.

### Partidos nacionales arbitrados oficialmente
Los partidos que ha arbitrado de manera oficial son:
- Club América vs Irapuato
- Querétaro vs Necaxa
- Pachuca vs Santos
- Jaguares de Chiapas vs Tiburones de Veracruz

### Troneros de elecciones internacionales
- Copa Mundial Femenina de Fútbol de 1999 en Estados Unidos[12]
- Copa Mundial Femenina de Fútbol Sub-19 de 2004 en Tailandia

## Retiro
Su carrera como árbitra finalizó el 10 de agosto de 2008, tras ya no tener designaciones por parte del titular de la Comisión de Árbitros, Aarón Padilla Gutiérrez.
El machismo estaba muy pesado y la verdad, mi hijo era muy chico, andaba con él a todos lados, no tenía con quién dejarlo, me iba a los viajes con él. La verdad fue una decisión muy difícil de retirarme, ya que puse en una balanza mi carrera y la crianza de mi hijo, además de que no había apoyo en aquel momento de Aarón Padilla. Yo abrí el camino, pero el machismo lo volvió a cerrar.
Después de retirarse, se convirtió en maestra de educación física.
Vencí miles de barreras. Mis propios compañeros me decían que estaba loca, que no podía pitar un duelo de hombres. ¿Por qué no?, les respondía. Si corría incluso más que ellos. ¿O por ser mujer no pienso y ustedes sí? Hice todo lo que me propuse y no me arrepiento de nada.

## Controversias
Durante su carrera, recibió diversos comentarios y actos discriminatorios por ejercer su labor en el ámbito del fútbol mexicano, principalmente por ser mujer en un espacio históricamente ocupado por hombres.
Inicialmente su debut en primera división mexicana sería en un partido entre Tigres vs Irapuato el 14 de febrero de 2004, sin embargo, la dirección del equipo Tigres pidió el cambio a la Federación Mexicana de Futbol y quedó como cuarta árbitra.
Ya me habían elegido para ese juego, pero Tigres no quiso que una mujer dirigiera a su equipo. Ya estaba lista con mis asistentes y el cuarto árbitro. Al día siguiente nomás me avisaron que siempre yo no dirigiría y que iba de cuarto.
Algunos de los comentarios que cuestionaron su labor por ser mujer durante su carrera los vivió con jugadores. Incluso en su primer partido, tuvo uno de los momentos que más se recuerdan en su carrera por una situación con un jugador. 
Cuando marcó el final del partido, veo que vienen Cuauhtémoc con una cara de muy pocos amigos y dije: ‘me va a mentar la madre’. Pero debido a que había mucha prensa alrededor de mí, no alcanzó a llegar y después les dijo a ellos que me fuera a lavar los trastes